# Kulturraum von Ḥimā

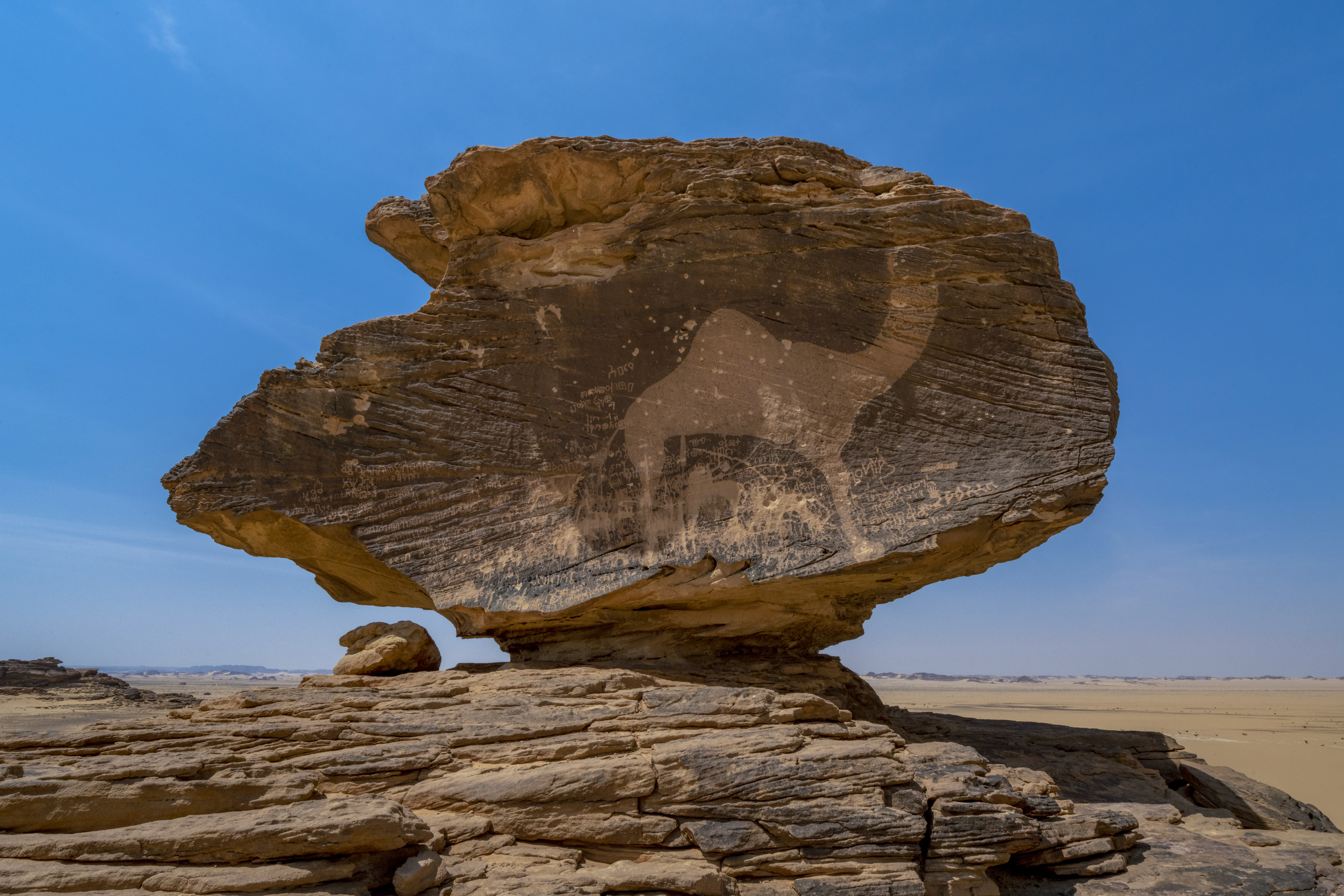
Inschrift mit Kamel am al-Mauaqea

Kulturraum von Ḥimā, auch Bir Ḥimā (arabisch بئر حما, DMG Biʾr Ḥimā), ist eine Sammelbezeichnung für mehr als hundert einzelne Kulturstätten mit Felszeichnungen in der Provinz Nadschran im Südwesten des heutigen Saudi-Arabien. Sie befinden sich etwa 200 km nördlich von Nadschran am östlichen Rand des Hedschas-Sandsteinplateaus. In den Felsschluchten wurden in der Zeit von ungefähr 7000 bis 1000 v. Chr. Felsgravuren angebracht, die von dem epipaläolithischen und neolithischen Kultur- und Naturraum Südarabiens künden. Auch Monumentalinschriften der folgenden Jahrtausende sind dort erhalten.

## Inhalt
Dargestellt sind Tiere (etwa Löwen, Geparden, Strauße, Oryxantilopen, Steinböcke, Giraffen), Menschen (darunter tätowierte Frauen, Krieger mit Keulen und Lanzen, Jäger mit Beute, Hirten mit Herden, Kamelreiter, Tänzer sowie ganze Schlachtszenen), Texte (verschiedene altsüdarabische Inschriften, darunter sabäisch und Musnad, aber auch nabatäisch und sogar griechisch) sowie sogenannte wusum (Einzahl: wasm): Letzteres sind die Signaturen einzelner Künstler oder deren Stämme, von denen über tausend unterschiedliche identifiziert wurden. Der Forscher Majeed Khan spekulierte gar, dass sich aus den wusum die ersten Schriftsysteme entwickelten.
Außer den Zeichnungen wurden auch Werkzeuge gefunden, mit denen sie gefertigt wurden: sowohl Steine (etwa Quarzit, Andesit, Feuerstein) wie auch Bronzewerkzeuge. Es fanden sich außerdem antike Brunnen, Begräbnisstätten und Steinhügel.
Die Brunnen von Bir Ḥimā waren für Karawanen die letzte Wasserstelle auf dem Weg durch die Wüste nach Norden und die erste nach Süden.

## Entdeckungsgeschichte und Weltkulturerbe
Die im Leeren Viertel gelegene Gegend wurde 1951 im Verlauf einer Expedition von Gonzague (1887–1969) und Jacques Ryckmans (1924–2005), St. John Philby und Philippe Lippens (1910–1985) erforscht, die insgesamt 12.000 Felszeichnungen entlang ihrer Route fanden. Ausführlicher beschrieben wurden die Gravuren von Hima durch E. Anati in den Jahren 1969 bis 1972, der sie noch auf die Jahre 300 bis 200 v. Chr. datierte. Erst 1976 begann sich auch das saudi-arabische Department of Antiquities and Museums für die Funde zu interessieren, als in Jubba in der Provinz Ha’il ebenfalls steinzeitliche Zeichnungen gefunden wurden. Eine Publikation von 2010 nannte für Bir Ḥimā 6400 Figuren, darunter 1300 Menschen und 1800 Kamele.
Am 21. Juli 2021 wurde der „Kulturraum von Ḥimā“ in der 44. Sitzung des Welterbekomitees in das UNESCO-Welterbe aufgenommen, nachdem bereits 2015 die Stätten in der Provinz Ha’il zum Weltkulturerbe erklärt worden waren.

## Galerie

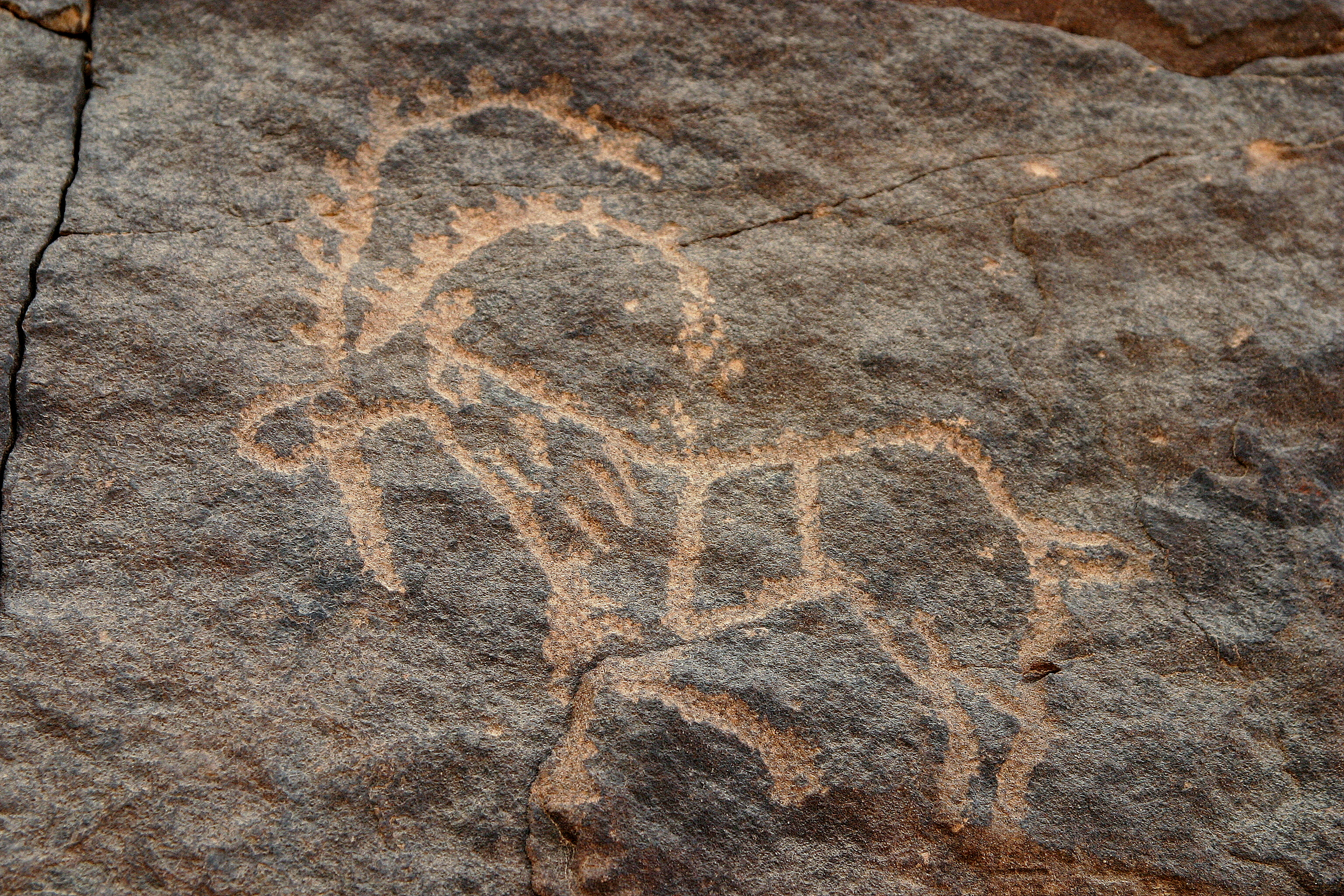
Gravur eines Steinbocks
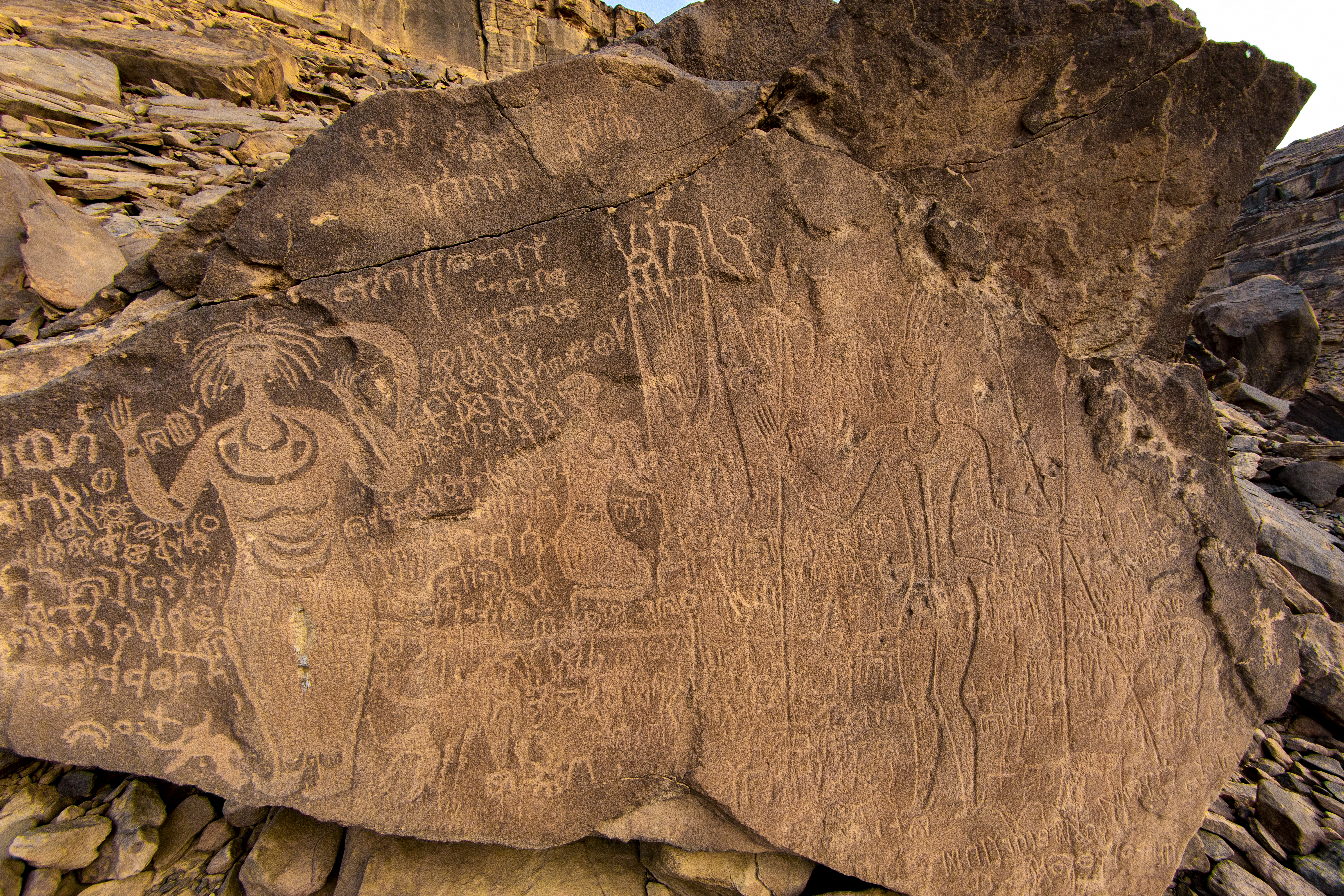
„Die Tänzer“-Inschrift
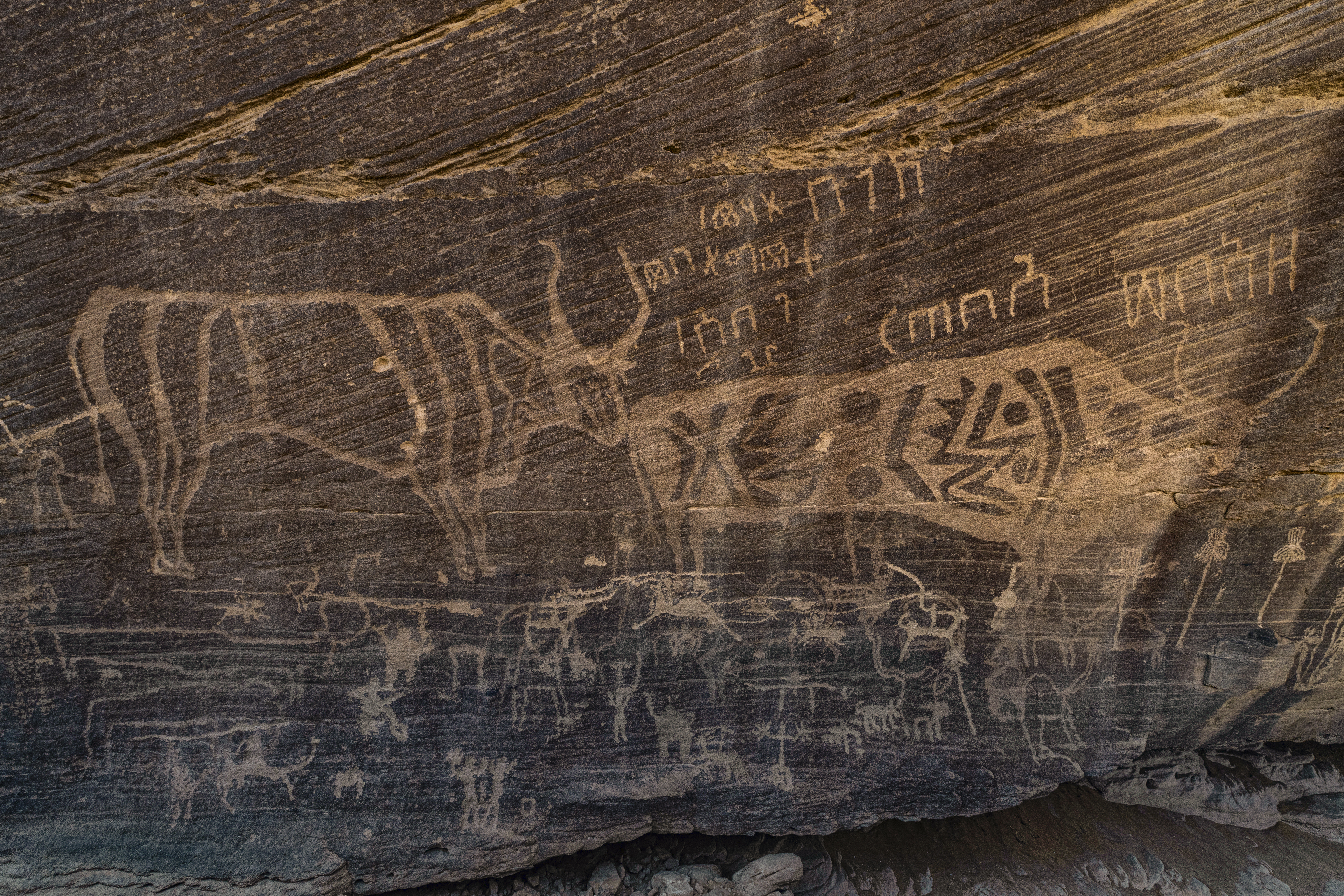
Inschriften mit Rindern
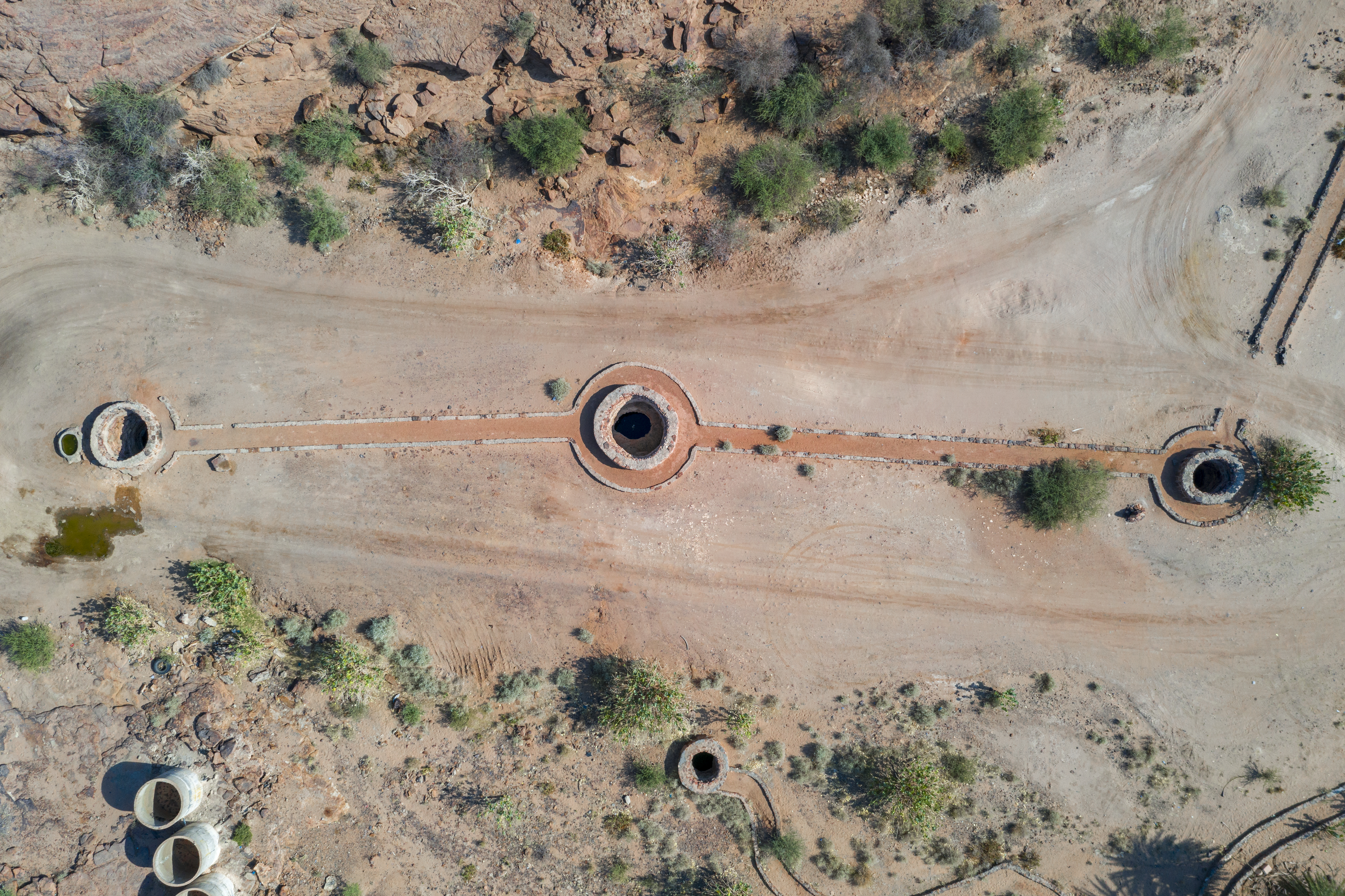
Luftaufnahme rekonstruierter Brunnen